# European Taekwondo Union
La European Taekwondo Union (ETU) è l'organo che governa il taekwondo in Europa.
È una associazione internazionale, fondata il 2 maggio 1976, che riunisce al momento 48 federazioni nazionali di taekwondo d'Europa.
La sede della ETU è situata a Oldenzaal, Paesi Bassi.

## Ruolo
Come organo di governo, è responsabile del controllo e dello sviluppo del taekwondo in Europa.
Inoltre, promuove, supervisiona e dirige le competizioni europee a livello di club e di squadre nazionali, e gli arbitri europei internazionali.

## Federazioni nazionali

### Paesi fondatori
- Austria
- Belgio
- Danimarca
- Spagna

- Francia
- Grecia
- Inghilterra
- Italia

- Paesi Bassi
- Portogallo
- Germania Ovest
- Turchia

## Tornei organizzati
- Campionati europei di taekwondo